# Mad Dog McCree
Mad Dog McCree is een first-person live-action interactieve film van American Laser Games. Oorspronkelijk kwam het uit in 1990 als arcadespel. Later werd het geporteerd naar diverse andere systemen: Mega-CD, Cd-i, 3DO, Dvd, Windows, Wii, iOS, 3DS en PlayStation Network.
Later werden de rechten van het spel opgekocht door Digital Leisure. Zij brachten het spel in 2001 opnieuw uit voor een dvd-speler. In deze versie is de film- en geluikdskwaliteit opmerkelijk beter. De besturing verloopt met de dvd-afstandsbediening.
In 2009 kwam het spel uit voor Nintendo Wii als onderdeel van Mad Dog McCree Gunslinger Pack. Dit pakket bevatte verder ook nog de opvolger Mad Dog II: The Lost Gold en The Last Bounty Hunter. In 2011 kwam het spel uit voor iOS. De versie voor Nintendo 3DS verscheen op 14 juni 2012.
Op 22 januari 2013 kwam het spel uit voor PlayStation 3 waarbij de filmkwaliteit werd opgewaardeerd naar High Definition Video.

## Verhaal
Het spel speelt zich af in het Wilde Westen. Het hoofdpersonage, "de vreemdeling", die niet bij naam genoemd wordt, komt aan in een klein, vreedzaam stadje. Daar verneemt hij dat de burgemeester en zijn dochter werden ontvoerd door vogelvrijen die werken voor slechterik Mad Dog McCree. Deze laatste heeft de sheriff opgesloten in zijn eigen gevangenis en daarna de macht overgenomen. De plaatselijke bevolking ziet "de vreemdeling" als een uitverkorene die hen komt redden. Terwijl hij een schietcursus krijgt, duiken de eerste bandieten op.

## Spelbesturing
In deze first-person shooter dient de speler zoveel mogelijk bandieten neer te schieten, de inwoners te sparen en er voor te zorgen dat hij zelf niet wordt geraakt.
In het oorspronkelijke arcadespel staat de speler voor een beeldscherm waarop de film wordt getoond. In plaats van een joystick of drukknoppen heeft de speler een lichtpistool in de vorm van een revolver. De revolver dient niet enkel om te schieten, maar ook onder meer om een richting aan te duiden en de revolver bij te laden. Ook zijn er her en der runderschedels en kwispedoors. Wanneer de speler deze raakt, krijgt hij extra munitie.
Op het ogenblik de eerste bandiet verschijnt, heeft de speler geen munitie. Hij dient deze dus zeer snel te verzamelen. Verder verschijnen de bandieten in een willekeurige volgorde en op een willekeurige plaats. Dat wil zeggen dat elk spel anders zal verlopen. Wanneer de speler een dorpsbewoner neerschiet of zelf wordt neergeschoten, verliest hij een leven. Nadat de drie levens op zijn, verschijnt een clip waarin de begrafenisondernemer het lijk wegvoert.
Op sommige systemen, zoals Windows, diende de speler de muis te gebruiken in plaats van een lichtpistool.

## Platforms
| Jaar | Platform             |
| ---- | -------------------- |
| 1991 | Arcade               |
| 1993 | DOS, Mega-CD         |
| 1994 | 3DO, CD-i, Macintosh |
| 2002 | Windows              |
| 2011 | iPhone               |
| 2012 | Nintendo 3DS         |
| 2013 | PlayStation 3        |

## Ontvangst
| Beoordeeld door       | Platform  | Datum             | Score |
| --------------------- | --------- | ----------------- | ----- |
| GamePro (USA)         | CD-i      | februari 1995     | 90%   |
| Génération 4          | Arcade    | februari 1991     | 80%   |
| neXGam                | CD-i      | 1995              | 80%   |
| PC Player (Duitsland) | DOS       | oktober 1993      | 57%   |
| GamePro (USA)         | 3DO       | februari 1994     | 50%   |
| All Game Guide        | Macintosh | 1998              | 40%   |
| High Score            | Macintosh | juli 1995         | 40%   |
| Defunct Games         | SEGA CD   | 26 september 2004 | 35%   |
| PC Gamer              | Windows   | april 2003        | 4%    |
| The Video Game Critic | 3DO       | 9 mei 2013        | 0%    |